# Gustaf Holm (häradshövding)
Gustaf Leonard Holm, född den 20 augusti 1826 i Stockholm, död där den 10 oktober 1916, var en svensk jurist.
Holm blev student vid Uppsala universitet 1845, avlade examen till rättegångsverken 1849 och blev vice häradshövding 1852. Han var häradshövding i Södra Hälsinglands domsaga 1873–1904. Holm blev riddare av Nordstjärneorden 1884. Han ligger begraven på Norra begravningsplatsen i Stockholm.